# Историјска географија
Историјска географија је гранична дисциплина географије, која је тесно повезана са историјом. Бави се проучавањем, истраживањем и објашњавањем друштвеноисторијских и друштвеногеографских појава и процеса везаних за поједине територије у прошлости (размештај становништва, његов живот, положај, функције насеља, привреду и др). За своја истраживања служи се историјским изворима, писаним споменицима, археолошким налазима и слично.
Резултати истраживања историјске географије су од веома великог значаја за разумевање неких савремених географских појава и процеса (развој неке државе, разлози њеног данашњег положаја и статуса и сл).